# Przesławicze
Przesławicze (ukr. Переславичі) – wieś na Ukrainie w rejonie włodzimierskim obwodu wołyńskiego.
Do 2020 w rejonie iwanickim.